# Гардан, Клод Матьё
Клод-Матьё Гардан (фр. Claude Mathieu de Gardane; 11 июля 1766 — 30 января 1818) — французский военный деятель, бригадный генерал (19 октября 1799 года), граф Гардан и Империи (декрет от 19 марта 1808 года, патент подтверждён 28 августа 1809 года), участник революционных и наполеоновских войн.

## Биография
Родился в семье посланника короля Людовика XV при персидском дворе Анжа Гардана и его супруги Марианны де Манюэль.
В 14 лет получил звание младшего лейтенанта в 1-м конно-егерском полку, 21 января 1792 года — лейтенант, 28 мая 1793 года — капитан, 8 июля 1794 года — командир эскадрона.
Сражался в рядах Северной армии. 2 июня 1796 года — командир бригады, командир 9-го полка конных егерей в Рейнской армии, заслужил похвалы генерала Оша за блестящее поведение в сражении при Нойвиде.
В 1799 году определён в состав Итальянской армии, 19 мая 1799 года отличился в сражении при Бассиньяно и на поле боя произведён генералом Моро в бригадные генералы (утверждён в чине 19 октября 1799 года).
С 19 апреля 1800 года в составе 3-й пехотной дивизии Итальянской армии, ранен пулей в колено при осаде Генуи.
С 1801 по 1804 год — инспектор смотров 8-го военного округа, 30 сентября 1804 года — Гувернёр пажей и адъютант Императора. В составе Главной квартиры Великой Армии участвовал в кампаниях 1805—1807 годов, сражался при Аустерлице, Йене и Эйлау.
10 мая 1807 года назначен посланником ко двору персидского шаха Фатха-Али с миссией образовании франко-персидского союза против России и Англии.
После возвращения во Францию в 1809 году направлен в Армию Испании, с ноября 1809 года командовал 2-й бригадой 2-й драгунской дивизии 8-го армейского корпуса, заменив на этом посту раненого при Альба-де-Тормес генерала Каррье, 29 мая 1810 года — командир 3-й бригады 4-й драгунской дивизии генерала Трейяра Армии Португалии, с декабря 1810 года возглавлял авангард 9-го корпуса, 5 января 1811 года освобождён от должности маршалом Массена вследствие провала экспедиции к Саламанке, 7 марта 1811 года оставил Португалию и возвратился на родину, где оставался без служебного назначения.
При первой Реставрации возвратился 12 июня 1814 года к активной службе с назначением командиром бригады пехотной дивизии генерала Эрнуфа армии герцога Ангулемского, во время «100 дней» перешёл 30 марта 1815 года на сторону Императора вместе с 58-м линейным полком и 7 июня 1815 года определён в распоряжение генерала Газана, командующего обороной линии Соммы, после второй Реставрации вышел 1 сентября 1815 года в отставку.
Умер 30 января 1818 года в замке Ленсель в возрасте 51 года.
Был женат на Анне Гроз де Ленсель (Anne Groze de Lincel), от которой имел троих детей: Ирен (Irene), Огюста-Луи (Auguste-Louis) и Альфреда (Alfred) (1816-).

## Титулы
- Граф де Гардан и Империи (фр. comte de Gardane et de l'Empire; декрет от 19 марта 1808 года, патент подтверждён 28 августа 1809 года)[1].

## Награды
- Легионер ордена Почётного легиона (11 декабря 1803 года);
- Коммандан ордена Почётного легиона (14 июня 1804 года);
- Орден Солнца (Персия).